# Metatacha excavata
Metatacha excavata là một loài bướm đêm trong họ Noctuidae.